# Gara Oreșeț, Vidin
Gara Oreșeț (în bulgară Гара Орешец) este un sat în comuna Dimovo, regiunea Vidin,  Bulgaria. 

## Demografie
Componența etnică a satului Oreșeț (Gara Oreșeț)
     Bulgari (98,14%)
     Nicio identificare (1,35%)
     Altele (0,49%)
La recensământul din 2011, populația satului Gara Oreșeț era de 810 locuitori. Din punct de vedere etnic, majoritatea locuitorilor (98,14%) erau bulgari. Pentru 1,35% din locuitori nu este cunoscută apartenența etnică.